# Кубок Тернопільської області з футболу
Кубок Тернопільської області з футболу — обласні футбольні змагання серед аматорських команд. Проводиться під егідою Федерації футболу Тернопільської області.

## Усі переможці

### Радянський Союз
| Сезон | Володар                                          | Фіналіст                  | Рахунок     | Місце проведення |
| ----- | ------------------------------------------------ | ------------------------- | ----------- | ---------------- |
| 1947  | «Локомотив» (м. Тернопіль)                       |                           |             |                  |
| 1948  | «Спартак» (м. Теребовля)                         |                           |             |                  |
| 1949  | «Локомотив» (м. Тернопіль)                       |                           |             |                  |
| 1950  | «Спартак» (м. Теребовля)                         | «Динамо» (м. Тернопіль)   |             |                  |
| 1951  | команда м. Чортків                               |                           |             |                  |
| 1952  | «Динамо» (м. Тернопіль)                          |                           |             |                  |
| 1953  | «Динамо» (м. Тернопіль)                          |                           |             |                  |
| 1954  | «Динамо» (м. Тернопіль)                          |                           |             |                  |
| 1955  | «Динамо» (м. Тернопіль)                          |                           |             |                  |
| 1956  | «Динамо» (м. Тернопіль)                          |                           |             |                  |
| 1957  | «Динамо» (м. Тернопіль)                          |                           |             |                  |
| 1958  | «Авангард» (м. Тернопіль)                        |                           |             |                  |
| 1959  | «Лісотехнікум» (м. Кременець)                    |                           |             |                  |
| 1960  | «Спартак» (м. Тернопіль)                         |                           |             |                  |
| 1961  | «Авангард» (м. Копичинці)                        |                           |             |                  |
| 1962  | «Колгоспник» (м. Бережани), або команда з Бучача |                           |             |                  |
| 1963  | «Колгоспник» (м. Бережани)                       |                           |             |                  |
| 1964  | «Дружба» (м. Чортків)                            | «Механізатор» (м. Борщів) |             |                  |
| 1965  | «Колгоспник» (м. Бучач)                          | Маяк (Теребовля)          | 4:2         | Монастириська    |
| 1966  | «Спартак» (м. Теребовля)                         |                           |             |                  |
| 1967  | «Збруч» (м. Підволочиськ)                        |                           |             |                  |
| 1968  | «Збруч» (м. Підволочиськ)                        |                           |             |                  |
| 1969  | «Маяк» (м. Бережани)                             |                           |             |                  |
| 1970  | «Дністер» (м. Заліщики)                          |                           |             |                  |
| 1971  | «Збруч» (м. Підволочиськ)                        |                           |             |                  |
| 1972  | «Дністер» (м. Заліщики)                          |                           |             |                  |
| 1973  | «Мотор» (м. Чортків)                             |                           |             |                  |
| 1974  | «Дністер» (м. Заліщики)                          |                           |             |                  |
| 1975  | «Фінансово-економічний інститут» (м. Тернопіль)  |                           |             |                  |
| 1976  | «Ватра» (м. Тернопіль)                           |                           |             |                  |
| 1977  | «Харчовик» (м. Збараж)                           |                           |             |                  |
| 1978  | «Нива» (м. Підгайці)                             |                           |             |                  |
| 1979  | Поділля (Тернопільський район)                   |                           |             |                  |
| 1980  | «Нива» (м. Підгайці)                             |                           |             |                  |
| 1981  | «Зоря» (м. Хоростків)                            | «Нива» (м. Підгайці)      | по пенальті | Тернопіль        |
| 1982  | «Нива» (м. Бережани)                             |                           |             |                  |
| 1983  | «Ватра» (м. Тернопіль)                           |                           |             |                  |
| 1984  | «Ватра» (м. Тернопіль)                           |                           |             |                  |
| 1985  | «Кристал» (м. Чортків)                           |                           |             |                  |
| 1986  | «Нива» (м. Бережани)                             |                           |             |                  |
| 1987  | «Кристал» (м. Чортків)                           |                           |             |                  |
| 1988  | «Дністер» (м. Заліщики)                          |                           |             |                  |
| 1989  | «Цукровик» (м. Чортків)                          |                           |             |                  |
| 1990  | «Дністер» (м. Заліщики)                          |                           |             |                  |

### Україна
| 1991 |                                            | «Кристал» (Чортків)                  |                                   | «Дністер» (Заліщики)                      |                      |                      |                      |
| 1992 |                                            | «Сокіл» (Великі Гаї)                 |                                   | «Зоря» (Хоростків)                        |                      |                      |                      |
| 1993 |                                            | «Нива» (Теребовля)                   |                                   | «Колос» (Бучач)                           |                      |                      |                      |
| 1994 |                                            | «Сокіл» (Великі Гаї)                 |                                   | «Нива» (Теребовля)                        |                      |                      |                      |
| 1995 |                                            | «Нива» (Теребовля)                   |                                   | «Прометей» (Борщів)                       |                      |                      |                      |
| 1996 |                                            | «Нива» (Теребовля)                   |                                   | «Бровар» (Микулинці)                      |                      |                      |                      |
| 1997 |                                            | «Зоря» (Хоростків)                   | 2:0                               | «Лисоня» (Бережани)                       |                      |                      |                      |
| 1998 |                                            | «Лисоня» (Бережани)                  |                                   | «Нива» (Теребовля)                        |                      |                      |                      |
| 1999 |                                            | «Зоря» (Хоростків)                   |                                   | «Сокіл-Оріон» (Великі Гаї)                |                      |                      |                      |
| 2000 |                                            | «Лисоня» (Бережани)                  |                                   | «Імпекс» (Борщів)                         |                      |                      |                      |
| 2001 |                                            | ФК «Тернопіль» (Тернопіль)           |                                   | «Прогрес-Оріон» (Грабівці)                |                      |                      |                      |
| 2002 |                                            | «Бровар» (Микулинці)                 |                                   |                                           |                      |                      |                      |
| 2003 |                                            | «Бровар» (Микулинці)                 |                                   |                                           |                      |                      |                      |
| 2004 | Тернопільський міський стадіон (Тернопіль) | «Бровар» (Микулинці)                 |                                   |                                           |                      |                      |                      |
| 2005 | Тернопільський міський стадіон (Тернопіль) | «Бровар» (Микулинці)                 |                                   |                                           |                      |                      |                      |
| 2006 | Тернопільський міський стадіон (Тернопіль) | «Бровар» (Микулинці)                 |                                   |                                           |                      |                      |                      |
| 2007 | Тернопільський міський стадіон (Тернопіль) | «Бровар» (Микулинці)                 |                                   | «Колос» (Бучач)                           |                      |                      |                      |
| 2008 | Тернопільський міський стадіон (Тернопіль) | «Бровар» (Теребовля)                 | 0:0 (4:2 пен.)                    | «Галич» (Збараж)                          |                      |                      |                      |
| 2009 | Тернопільський міський стадіон (Тернопіль) | ФК «Тернопіль» (Тернопіль)           | 3:0                               | «Нива» (Теребовля)                        |                      |                      |                      |
| 2010 | Тернопільський міський стадіон (Тернопіль) | ФК «Тернопіль» (Тернопіль)           | 3:2                               | «Марспирт» (Нагірянка)                    |                      |                      |                      |
| 2011 | Тернопільський міський стадіон (Тернопіль) | «Марспирт» (Нагірянка)               | 2:1                               | ФК «Тернопіль-Педуніверситет» (Тернопіль) |                      |                      |                      |
| 2012 | Тернопільський міський стадіон (Тернопіль) | ФК «Бережани» (Бережани)             | 2:1                               | «Галич» (Збараж)                          |                      |                      |                      |
| 2013 | Тернопільський міський стадіон (Тернопіль) | ФСК «Чортків» (Чортків)              | 1:0                               | «Дністер» (Заліщики)                      |                      |                      |                      |
| 2014 | Тернопільський міський стадіон (Тернопіль) | «Нива» (Теребовля)                   | 2:0                               | ФК «Бережани» (Бережани)                  |                      |                      |                      |
| 2015 | Тернопільський міський стадіон (Тернопіль) | «Нива» (Теребовля)                   | 2:0                               | ФК «Бережани» (Бережани)                  |                      |                      |                      |
| 2016 | Тернопільський міський стадіон (Тернопіль) | «Нива» (Тернопіль)                   | 2:1                               | ФК «Бережани» (Бережани)                  |                      |                      |                      |
| 2017 | Колос (Збараж)                             | «ДСО-Поділля» (Тернопільський район) | 3:0                               | «Колос» (Зборів)                          |                      |                      |                      |
| 2018 | Скасовано через пандемію COVID-19          | Скасовано через пандемію COVID-19    | Скасовано через пандемію COVID-19 | Скасовано через пандемію COVID-19         |                      |                      |                      |
| 2019 | стадіон імені Романа Шухевич (Тернопіль)   | «Агрон-ОТГ» (Великі Гаї)             | 1:0                               | «Нива» (Теребовля)                        |                      |                      |                      |
| 2020 | Сокіл (Великі Гаї)                         | «Нива» (Теребовля)                   | 2:0                               | «Колос» (Бучач)                           |                      |                      |                      |
| 2021 | Поділля (Васильківці)                      | «Агрон-ОТГ» (Великі Гаї)             | 1:1 (3:2 пен.)                    | «Нива» (Теребовля)                        |                      |                      |                      |
| 2022 | Турнір не проводився                       | Турнір не проводився                 | Турнір не проводився              | Турнір не проводився                      | Турнір не проводився | Турнір не проводився | Турнір не проводився |
| 2023 | Колос (Бучач)                              | «Агрон-ОТГ» (Великі Гаї)             | 3:2                               | «ФАТ-Подоляни» (Тернопіль)                |                      |                      |                      |
| 2024 | Агроколедж (Борщів)                        | «Агрон-ОТГ» (Великі Гаї)             | 1:0                               | ФК «Борщів» (Борщів)                      |                      |                      |                      |

Слід додати, що бучацький «Колос» («Колгоспник») у 1966—1973 роках через щільний графік матчів часто відмовлявся від участі у змаганнях.